# Eltanin Bay
Eltanin Bay är en vik i Antarktis. Den ligger i Västantarktis. Chile gör anspråk på området.